# Còndrula

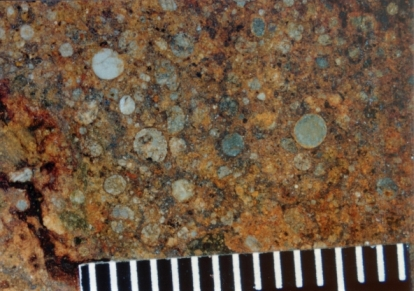
Còndrules de la condrita Grassland.

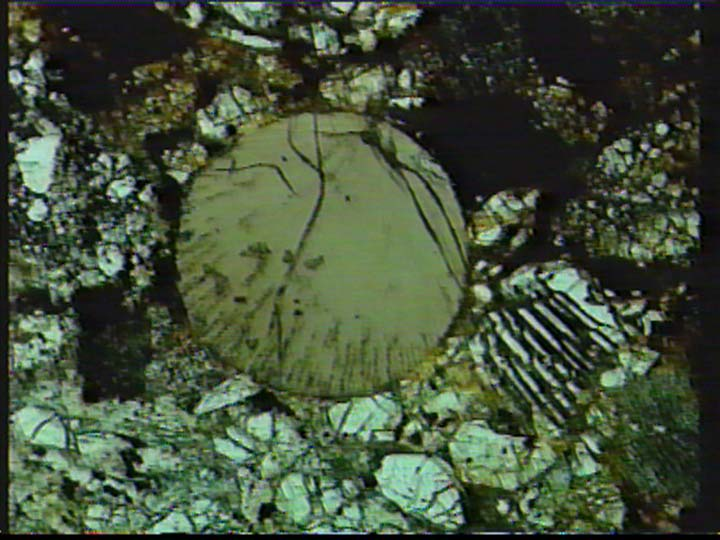
Vista d'una còndrula al microscopi amb nicolos creuats.

Les còndrules són esferes submil·limètriques compostes per diferents minerals i que solen constituir entre el 20% i el 80% d'un tipus de meteorits anomenats condrites. El primer a identificar-los com a «glòbuls arrodonits» va ser Edward Howard el 1802, però la seva relació amb els meteorits no es comença a apreciar fins al 1863, quan Henry Sorby en feu descripcions microscòpiques i Gustav Rose les usà per distingir les condrites de les acondrites.

## Origen
L'origen de les còndrules és molt controvertit, encara que hi ha investigacions que apunten que es van formar per la calor generada per l'ona de xoc produïda per una inestabilitat gravitacional al disc protoplanetari a partir del qual es va formar Júpiter. Aquesta calor va actuar sobre la pols còsmica tot fonent-la, i es van formar gotes que en solidificar van formar les còndrules. Són dels objectes més antics del Sistema solar, amb una edat estimada de 4.570 milions d'anys.

## Cultura popular
A la novel·la de Dan Brown El gran engany, gran part de la trama es desenvolupa entorn d'un fals meteorit amb còndrules, on es deixa entreveure la possible existència en roques submarines.